# Татарсько-Шелдаїська сільська рада
Тата́рсько-Шелдаї́ська сільська рада (рос. Татарско-Шелдаисский сельский совет) — сільське поселення у складі Спаського району Пензенської області Росії.
Адміністративний центр — село Руський Шелдаїс.

## Історія
Присілок Чиуш-Каменка був ліквідований 2015 року.

## Населення
Населення — 377 осіб (2019; 550 в 2010, 668 у 2002).

## Склад
До складу сільської ради входять:
| Населений пункт          | Населення, осіб (2002) | Населення, осіб (2010) |
| ------------------------ | ---------------------- | ---------------------- |
| Білоозерка, присілок     | 80                     | 60                     |
| Руський Пімбур, село     | 147                    | 100                    |
| Руський Шелдаїс, село    | 303                    | 286                    |
| Татарський Шелдаїс, село | 134                    | 104                    |
| Чиуш-Каменка, присілок   | 4                      | 0                      |